# Камерфорст (Тирингија)
Камерфорст (њем. Kammerforst) општина је у њемачкој савезној држави Тирингија. Једно је од 47 општинских средишта округа Унструт-Хајних. Према процјени из 2010. у општини је живјело 865 становника. Посједује регионалну шифру (AGS) 16064032.

## Географски и демографски подаци
Камерфорст се налази у савезној држави Тирингија у округу Унструт-Хајних. Општина се налази на надморској висини од 271 метра. Површина општине износи 16,9 km². У самом мјесту је, према процјени из 2010. године, живјело 865 становника. Просјечна густина становништва износи 51 становника/km².